# Kiernan Shipka
Kiernan Brennan Shipka (Chicago, 10 de novembro de 1999) é uma atriz norte-americana. É mais conhecida por interpretar Sabrina Spellman na série televisiva Chilling Adventures of Sabrina e Sally Draper na série televisiva Mad Men.

## Biografia
Kiernan Shipka nasceu em Chicago, Illinois, filha de John Young Shipka, e Erin Ann (née Brennan). Shipka tinha aulas de dança de salão desde os cinco anos. Sua família mudou-se para a cidade de Los Angeles, Califórnia quando tinha seis anos para apoiar sua carreira de atriz.

## Carreira
Shipka estreou na televisão aos seis meses de idade no drama ER. Ela era modelo em revistas quando era bebê. Como parte do elenco de Mad Men, ela ganhou o Prêmio do Sindicato dos Atores na categoria de Melhor Elenco de Série Dramática em 2008 e 2009.
Shipka recebeu elogios por sua performance em Mad Men. Ao nomeá-la como a sua candidata dos sonhos para o Emmy Award na categoria de "Melhor atriz convidada numa série de drama", o crítico estadunidense Austin Dale Roe comentou: "Esta atriz de 10 anos foi tão afetuosa quanto a problemática Sally Draper que é estranho que ela tenha acabado de ser atualizada para personagem regular. Se o trabalho de Shipka em Mad Men - lutando com o casamento desfeito de seus pais e entrando na pré-adolescência na tumultuada década de 1960 - permanecer tão incrível quanto na terceira temporada, este é um voto que pode se tornar realidade no próximo ano".
Inicialmente uma estrela convidada recorrente, Shipka foi atualizado para uma personagem regular com o início da quarta temporada. Ela conseguiu o papel depois de duas audições.
Os créditos de Shipka depois de Mad Men incluem Flowers in the Attic (2014) e um papel duplo no filme de terror de Oz Perkins, The Blackcoat's Daughter (2015). 
Em 2014, Shipka foi nomeada uma dos "25 adolescentes mais influentes de 2014" pela revista Time. No mesmo ano, a IndieWire a incluiu na lista de "20 atores para assistir com menos de 20 anos".
Em 2017, ela interpretou B.D. Hyman, filha de Bette Davis, na série de televisão Feud.
Em janeiro de 2018, foi anunciado que Shipka estrelaria como a híbrida bruxa e humana hamada Sabrina Spellman na série Chilling Adventures of Sabrina, da Netflix, baseada na série cômica de mesmo nome. A primeira temporada foi lançada pela Netflix em 26 de outubro de 2018.
Em janeiro de 2019, Shipka co-estrelou um filme de comédia romântica de Natal dirigido por Luke Snellin, Let It Snow, baseado no romance de mesmo nome. As filmagens começaram em fevereiro de 2019. 
Em seguida, Shipka interpretou uma adolescente deficiente auditiva ao lado de Stanley Tucci no filme de terror de John R. Leonetti, The Silence, baseado no romance de terror de 2015 com o mesmo nome de Tim Lebbon. Em 10 de abril de 2019, a Netflix lançou o filme de suspense e terror "The Silence", onde Shipka aprendeu a língua de sinais americana para o papel. Leonetti elogiou a sua atuação no filme dizendo: "Ela está atuando ao lado de Stanley Tucci, e acredite, ela é mais do que acredita. Tem sido fascinante vê-la".
Ela está prevista para estrelar a série de televisão "Swimming with Sharks", ao lado dos atores Ross Butler e Diane Kruger. O projeto é baseado no filme de mesmo nome de 1994, dirigido por George Huang e estrelado por Kevin Spacey.

## Estilo de moda
Shipka cita a ex-atriz estadunidense Grace Kelly, Princesa Consorte de Mônaco e a Audrey Hepburn como as suas duas grandes influências de moda.

## Filmografia

### Filmes
| Ano  | Título                                   | Papel                 | Notas          |
| ---- | ---------------------------------------- | --------------------- | -------------- |
| 2007 | Dimension                                | Molly                 |                |
| 2008 | Lower Learning                           | Sarah                 |                |
| 2009 | A Rag Doll Story                         | Girl                  | Curta metragem |
| 2009 | Land of the Lost                         | Tar Pits Kid          |                |
| 2009 | Carriers                                 | Jodie                 |                |
| 2009 | House Broken                             | Tammy Tawber          |                |
| 2010 | Cats & Dogs: The Revenge of Kitty Galore | Little Girl           |                |
| 2010 | The Ryan and Randi Show                  | Lala La Lala          | Curta metragem |
| 2010 | Squeaky Clean                            | Emily                 | Curta metragem |
| 2012 | The Empty Room                           | Juliet                | Curta metragem |
| 2013 | Very Good Girls                          | Eleanor               |                |
| 2013 | We Rise Like Smoke                       | Young Kyler           | Curta metragem |
| 2014 | The Edge of the Woods                    | Alice                 | Curta metragem |
| 2015 | One & Two                                | Eva                   |                |
| 2015 | When Marnie Was There                    | Marnie                | Dublagem       |
| 2015 | Fan Girl                                 | Telulah "Lu" Farrow   |                |
| 2015 | The Blackcoat's Daughter                 | Kat                   |                |
| 2019 | The Silence                              | Ally Andrews          | Protagonista   |
| 2019 | Let It Snow                              | Angie/Duke            |                |
| 2022 | Wildflower                               | Bea Johnson           |                |
| 2023 | Maximum Truth                            | Hartlynn Cassidy      |                |
| 2023 | Totally Killer                           | Jamie/Collette Hughes |                |
| 2024 | Longlegs                                 | Carrie Anne Camera    |                |
| 2024 | Twisters                                 | Addy                  |                |
| 2024 | The Last Showgirl                        | Jodie                 |                |
| 2024 | Red One                                  | Grýla                 |                |
| 2024 | Sweethearts                              | Jamie                 |                |
| TBA  | Stone Cold Fox                           | Fox                   |                |

### Televisão
| Ano        | Titulo                                | Papel                     | Notas                                                |
| ---------- | ------------------------------------- | ------------------------- | ---------------------------------------------------- |
| 2006       | Monk                                  | Little Girl               | 2 episódios                                          |
| 2006       | The Angriest Man in Suburbia          | Lola                      | Filme televisivo                                     |
| 2007       | Cory in the House                     | Sophie's Classmate        | Episódio: "Mall of Confusion"                        |
| 2007       | MADtv                                 | Upset Child               | Episódio: "Madtv Ruined My Life"                     |
| 2007       | Heroes                                | Little Girl in Fire       | Episódio: "Four Months Ago..."                       |
| 2007–2009  | Jimmy Kimmel Live!                    | Various                   | 6 episódios                                          |
| 2007–2015  | Mad Men                               | Sally Draper              | 64 episódios                                         |
| 2011       | Smooch                                | Zoe Cole                  | Filme televisivo                                     |
| 2012       | Don't Trust the B---- in Apartment 23 | Kiernan Shipka            | Episódio: "Parent Trap..."                           |
| 2012–2014  | The Legend of Korra                   | Jinora (voice)            | 25 episódios                                         |
| 2013; 2015 | Sofia the First                       | Oona (voice)              | 2 episódios                                          |
| 2014       | Flowers in the Attic                  | Cathy Dollanganger        | Filme televisivo                                     |
| 2015       | Unbreakable Kimmy Schmidt             | Kymmi                     | Episódio: "Kimmy Has A Birthday!"                    |
| 2017       | Feud                                  | B. D. Merrill             | 5 episódios                                          |
| 2017       | American Dad!                         | Estudante (Voz)           | Episódio: "The Witches of Langley"                   |
| 2017       | Family Guy                            | Singing Cheerleader (Voz) | Episódio "The Peter Principal"                       |
| 2017       | Neo Yokio                             | Helenist (Voz)            | Episódio "O, the Helenists"                          |
| 2018–2020  | Chilling Adventures of Sabrina        | Sabrina Spellman          | Protagonista                                         |
| 2021       | Riverdale                             | Sabrina Spellman          | Episódio "Chapter Ninety-Nine: The Witching Hour(s)" |
| 2022       | Swimming with Sharks                  | Lou Simms                 | Protagonista                                         |
| 2023       | White House Plumbers                  | Kevan Hunt                | Minissérie                                           |

### Video games
| Ano  | Titulo                  | Voz                         |
| ---- | ----------------------- | --------------------------- |
| 2014 | The Legend of Korra     | Jinora                      |
| 2016 | Marvel Avengers Academy | Jessica Drew / Spider-Woman |

## Prêmios e indicações
| Ano  | Trabalho                                 | Prêmio                         | Categoria | Resultado |
| ---- | ---------------------------------------- | ------------------------------ | --- | --------- |
| 2009 | Mad Men                                  | SAG Awards                     | Outstanding Performance by an Ensemble in a Drama Series                                                                                       | Venceu    |
| 2010 | Mad Men                                  | SAG Awards                     | Outstanding Performance by an Ensemble in a Drama Series                                                                                       | Venceu    |
| 2011 | Mad Men                                  | SAG Awards                     | Outstanding Performance by an Ensemble in a Drama Series                                                                                       | Indicada  |
| 2013 | Mad Men                                  | SAG Awards                     | Outstanding Performance by an Ensemble in a Drama Series                                                                                       | Indicada  |
| 2016 | Mad Men                                  | SAG Awards                     | Outstanding Performance by an Ensemble in a Drama Series                                                                                       | Indicada  |
| 2009 | Mad Men                                  | Young Artist Awards            | Best Performance in a TV Series - Recurring Young Actress                                                                                      | Indicada  |
| 2011 | Mad Men                                  | Young Artist Awards            | Best Performance in a TV Series (Comedy or Drama) - Supporting Young Actress                                                                   | Indicada  |
| 2013 | Mad Men                                  | Young Artist Awards            | Best Performance in a TV Series - Recurring Young Actress                                                                                      | Venceu    |
| 2010 | Squeaky Clean                            | Young Artist Awards            | Best Performance in a Short Film - Young Actress                                                                                               | Indicada  |
| 2010 | Carriers                                 | Young Artist Awards            | Best Performance in a Feature Film - Supporting Young Actress                                                                                  | Indicada  |
| 2011 | Cats & Dogs: The Revenge of Kitty Galore | Young Artist Awards            | Best Performance in a Feature Film - Leading Young Actress Ten and Under                                                                       | Indicada  |
| 2012 | Smooch                                   | Young Artist Awards            | Best Performance in a TV Movie, Miniseries or Special - Leading Young Actress                                                                  | Indicada  |
| 2013 | Apartment 23                             | Young Artist Awards            | Best Performance in a TV Series - Guest Starring Young Actress 11-13                                                                           | Indicada  |
| 2013 | The Legend of Korra                      | Young Artist Awards            | Best Performance in a Voice-Over Role - Television - Young Actress                                                                             | Indicada  |
| 2010 | Mad Men                                  | OFTA Television Award          | Best Guest Actress in a Drama Series | Indicada  |
| 2014 | Mad Men                                  | OFTA Television Award          | Best Supporting Actress in a Drama Series | Indicada  |
| 2014 | Flowers in the Attic                     | OFTA Television Award          | Best Actress in a Motion Picture or Miniseries                                                                                                 | Indicada  |
| 2014 | The Legend of Korra                      | OFTA Television Award          | Best Voice-Over Performance | Indicada  |
| 2010 | Mad Men                                  | Gold Derby Awards              | Ensemble of the Year | Indicada  |
| 2015 | Mad Men                                  | Gold Derby Awards              | Drama Guest Actress | Indicada  |
| 2012 |                                          | Young Hollywood Awards         | Female Scene Stealer | Venceu    |
| 2013 | Mad Men                                  | Lucy Award                     | | Venceu    |
| 2013 | The Legend of Korra                      | Behind the Voice Actors Awards | Best Vocal Ensemble in a New Television Series (Dois prêmios por BTVA Television Voice Acting Award e BTVA People's Choice Voice Acting Award) | Venceu    |
| 2016 | Omoide no Marnie                         | Behind the Voice Actors Awards | Best Vocal Ensemble in an Anime Feature Film/Special (BTVA Anime Dub Movie/Special Voice Acting Award)                                         | Indicada  |
| 2016 | Omoide no Marnie                         | Behind the Voice Actors Awards | Best Female Lead Vocal Performance in an Anime Feature Film/Special (BTVA Anime Dub Movie/Special Voice Acting Award)                          | Indicada  |
| 2018 |                                          | IMDb Awards                    | Top 10 Breakout Stars Award | Venceu    |
| 2019 | Chilling Adventures of Sabrina           | Teen Choice Awards             | Choice TV Actress: Fantasy/Sci-Fi | Venceu    |
| 2019 | Chilling Adventures of Sabrina           | MTV Movie + TV Awards          | Best Performance in a Show | Indicada  |
| 2019 | Chilling Adventures of Sabrina           | Saturn Award                   | Best Actress in Streaming Presentation | Indicada  |